# Заволжский, Владимир Яковлевич
Владимир Яковлевич Заволжский (1844 — 1897) — русский земский статистик.
В 1870 по поручению Вятской губернской земской управы провёл статистическое исследование 15 беднейших волостей в северной части Вятской губернии. В России это стало первым опытом статистического исследования, предпринятого земством. Результат его был опубликован под названием «Исследование экономического быта населения северной части Вятской губернии» (Вятка, 1871).

## Источник
- Заволжский, Владимир Яковлевич // Энциклопедический словарь Брокгауза и Ефрона : в 86 т. (82 т. и 4 доп.). — СПб., 1890—1907.